# Partit Demòcrata Cristià Sanmarinès
El Partit Demòcrata Cristià Sanmarinès (en italià: Partito Democratico Cristiano Sammarinese, PDCS) és un partit polític demòcrata cristià de San Marino, fundat al 1948. El PDCS és membre observador del Partit Popular Europeu i força històrica i principal del país.

## Història
El partit es va començar a formar al 1947 amb nuclis de catòlics per tota l'illa, creant-se formalment la primera secció a l'Acquaviva el 6 de juliol de 1947, mentre que el PDCS va establir-se el 9 d'abril de 1948, després de realitzar converses amb el dirigent italià de Democràcia Cristiana Luigi Sturzo. Les primeres eleccions en què el partit va participar van ser les del 27 de febrer de 1949 dins de la coalició Aliança Popular, convertint-se en el principal partit del país, posició que ha mantingut de manera ininterrompuda fins al 2008, reprenent-la però de nou a partir de les eleccions immediatament posteriors. Malgrat aquesta posició predominant, ha governat en coalició en dotze legislatures, passant a l'oposició en set ocasions.

## Resultats electorals
| Any   | Vots       | %     | Escons  | +/- | Govern               |
| ----- | ---------- | ----- | ------- | --- | -------------------- |
| 1949a | 2.019 (#2) | 42,31 | 25 / 60 |     | Oposició             |
| 1951  | 1.917 (#1) | 43,03 | 26 / 60 | 1   | Oposició             |
| 1955  | 2.006 (#1) | 38,25 | 26 / 60 | =   | Oposició             |
| 1959  | 2.815 (#1) | 44,26 | 27 / 60 | 1   | Coalició             |
| 1964  | 5.939 (#1) | 46,83 | 29 / 60 | 2   | Coalició             |
| 1969  | 5.708 (#1) | 44,02 | 27 / 60 | 2   | Coalició             |
| 1974  | 5.451 (#1) | 39,63 | 25 / 60 | 2   | Coalició             |
| 1978  | 6.380 (#1) | 42,31 | 26 / 60 | 1   | Oposició             |
| 1983  | 7.068 (#1) | 42,10 | 26 / 60 | =   | Oposició (1983-1986) |
| 1983  | 7.068 (#1) | 42,10 | 26 / 60 | =   | Coalició (1986-1988) |
| 1988  | 9.001 (#1) | 44,10 | 27 / 60 | 1   | Coalició             |
| 1993  | 9.010 (#1) | 41,37 | 26 / 60 | 1   | Coalició             |
| 1998  | 8.907 (#1) | 40,85 | 25 / 60 | 1   | Coalició             |
| 2001  | 9.031 (#1) | 41,85 | 25 / 60 | =   | Coalició             |
| 2006  | 7.257 (#1) | 32,91 | 21 / 60 | 4   | Oposició             |
| 2008b | 6.692 (#2) | 31,91 | 22 / 60 | 1   | Coalició             |
| 2012c | 5.830 (#1) | 29,47 | 21 / 60 | 1   | Coalició             |
| 2016d | 4.752 (#1) | 24,46 | 16 / 60 | 5   | Oposició             |
| 2019  | 5.993 (#1) | 33,35 | 21 / 60 | 5   | Coalició             |
| 2024  | -          | -     | -       | -   | -                    |

a Dins de l'Aliança Popular Sanmarinesa. b Dins del Pacte per San Marino c Dins del Bé Comú de San Marino d Dins de la coalició San Marino Primer.